# Jakub Wawrzyniak
Pour les articles homonymes, voir Wawrzyniak.
Jakub Wawrzyniak (pron. /'jakup vavˈgɨɲak/), né le 7 juillet 1983 à Kutno, est un footballeur et international polonais. Il évolue au poste de défenseur gauche au GKS Katowice.

## Carrière

### En club
Le 8 juillet 2007, Jakub Wawrzyniak dispute son premier match avec le Legia Varsovie, en Coupe Intertoto face au Vėtra Vilnius. Après une saison vierge de titre, il obtient en 2008 la place de second en championnat. La même année, il donne à son équipe la Coupe de Pologne, transformant le dernier tir au but de la rencontre.
Après deux années passées au Legia Varsovie, Jakub Wawrzyniak est prêté au Panathinaïkos le 28 janvier 2009. Le 4 février, il fait ses débuts sous ses nouvelles couleurs, contre Panserraikos en Coupe de Grèce. À la suite d'un match contre le Skoda Xanthi, Wawrzyniak est contrôlé positif, et est suspendu trois mois par la fédération. Bien qu'autorisé par l'Agence mondiale antidopage, le fait d'utiliser cette substance doit être annoncé au club, ce qui n'a pas été fait par le joueur. Finalement, le Panathinaïkos décide de se séparer du joueur le 10 juin.
Jakub Wawrzyniak retourne donc au Legia Varsovie.

### En sélection
Il a fait ses débuts avec l'équipe nationale le 6 décembre 2006, contre les Émirats arabes unis. Le sélectionneur de l'Équipe de Pologne, Leo Beenhakker, le retient parmi l'effectif de vingt-trois joueurs appelé à participer à l'Euro 2008. 
Il compte actuellement 43 sélections avec la Pologne. 

## Palmarès
- Championnat de Pologne (1) : 2013
- Vice-champion de Pologne (1) : 2008
- Vainqueur de la Coupe de Pologne (4) : 2008, 2011, 2012, 2013
- Vainqueur de la Supercoupe de Pologne (1) : 2008